# First Demo Tape
First Demo Tape ist eine EP der Hardcore-Punk-Band Minor Threat. Sie erschien 2003 als 7" und im CD-Format und enthält Aufnahmen von 1980.

## Entstehungsgeschichte
Während der Entstehung der Kompilation 20 Years of Dischord (2000) durchsuchte Ian MacKaye die alten, archivierten Aufnahmen seines Labels Dischord Records und hörte sich alle alten Aufnahmen an. Dabei entdeckte er auch eine Kassette mit alten Aufnahmen von Minor Threat, die noch vor Veröffentlichung der Minor Threat EP entstanden waren. Die Aufnahmen stammten vom Februar oder März 1981, kurz nach Gründung der Band und wurden, wie alle Aufnahmen von Minor Threat, im Inner Ear Studio in Washington, D.C. getätigt. Henry Rollins (zu dieser Zeit noch Henry Garfield), war als Gastsänger beteiligt. Das Tape wurde damals von Minor Threat und Skip Groff produziert und verschwand dann in den Archiven. 2001 wurden die Aufnahmen remastered und 2003 als 7″ und CD veröffentlicht. Es handelte sich dabei zwar nur um alte Aufnahmen und keine unentdeckten, neuen Lieder, doch unterschieden sich die Lieder deutlich von den Originalversionen.

## Titelliste
1. Minor Threat – 1:36
2. Stand Up – 0:49
3. Seeing Red – 1:02
4. Bottled Violence – 0:56
5. Small Man, Big Mouth – 0:59
6. Straight Edge – 0:48
7. Guilty of Being White – 1:18
8. I Don’t Want to Hear It – 1:28